# Zoo de San Francisco
Le Zoo de San Francisco est un parc zoologique américain situé au sud-ouest de San Francisco, dans l'État de Californie.

## Présentation
Fondé par Herbert Fleishhacker, le zoo a été d'abord connu sous le nom de Fleishhacker Zoo. Sa construction a débuté en 1929 et les premiers animaux provenaient du Golden Gate Park.